# پلیزنت هیل، شهرستان نورتهمپتون، کارولینای شمالی
پلیزنت هیل (به انگلیسی: Pleasant Hill) یک منطقهٔ مسکونی در ایالات متحده آمریکا است که در شهرستان نورث‌همپتون، کارولینای شمالی واقع شده‌است. پلیزنت هیل ۳۸٫۱ متر بالاتر از سطح دریا واقع شده‌است.